# 이종승 (언론인)
이종승(李鍾承, 1952년 2월 7일 ~ )은 본관(本貫)은 전의(全義)이며 대한민국의 신문인이다. 단국대학교 경영학과를 졸업하고 1978년 대우증권에 입사하여 직장생활을 시작하였다. 1986년 대우증권 영업부 차장을 역임하였고 1988년 서울경제신문 증권부로 직장을 옮겨 1994년 서울경제신문 편집국 증권부 차장으로 전직하면서 언론계에 들어섰다.
그 후 서울경제신문의 편집국에서 요직을 거치고 2004년 서울경제신문 대표이사까지 역임하였다. 한국일보사는 2010년 3월 30일 정기 주주총회와 이사회를 열어 이종승을 대표이사 사장으로 재선임하였고 2011년 6월 한국일보 부회장을 거쳐 2011년 9월 뉴시스 대표이사 신임 회장으로 취임하였다.

## 학력
- 경희고등학교
- 단국대학교 경영학과

## 약력
- 2017년 12월 뉴스웍스 대표이사 회장 취임
- 2015년 2월 한국일보 대표이사 사장 취임
- 2011년 9월 뉴시스 대표이사 회장 취임
- 2011년 6월 한국일보 부회장
- 2010년 3월 30일 한국일보 대표이사 사장
- 2009년 서울경제신문 발행인 겸 인쇄인
- 2004년 한국일보 대표이사 사장 겸 발행 편집인
- 2004년 서울경제신문 대표이사 사장
- 2002년 ~ 2004년 서울경제신문 이사 겸임
- 2000년 ~ 2004년 서울경제신문 편집국 국장
- 1999년 ~ 2000년 서울경제신문 편집국 산업부 부장
- 1994년 서울경제신문 편집국 증권부 차장
- 1978년 대우증권 입사